# Aquilegia buergeriana
Aquilegia buergeriana är en ranunkelväxtart som beskrevs av Sieb. och Zucc.. Aquilegia buergeriana ingår i släktet aklejor, och familjen ranunkelväxter. Inga underarter finns listade i Catalogue of Life.

## Bildgalleri

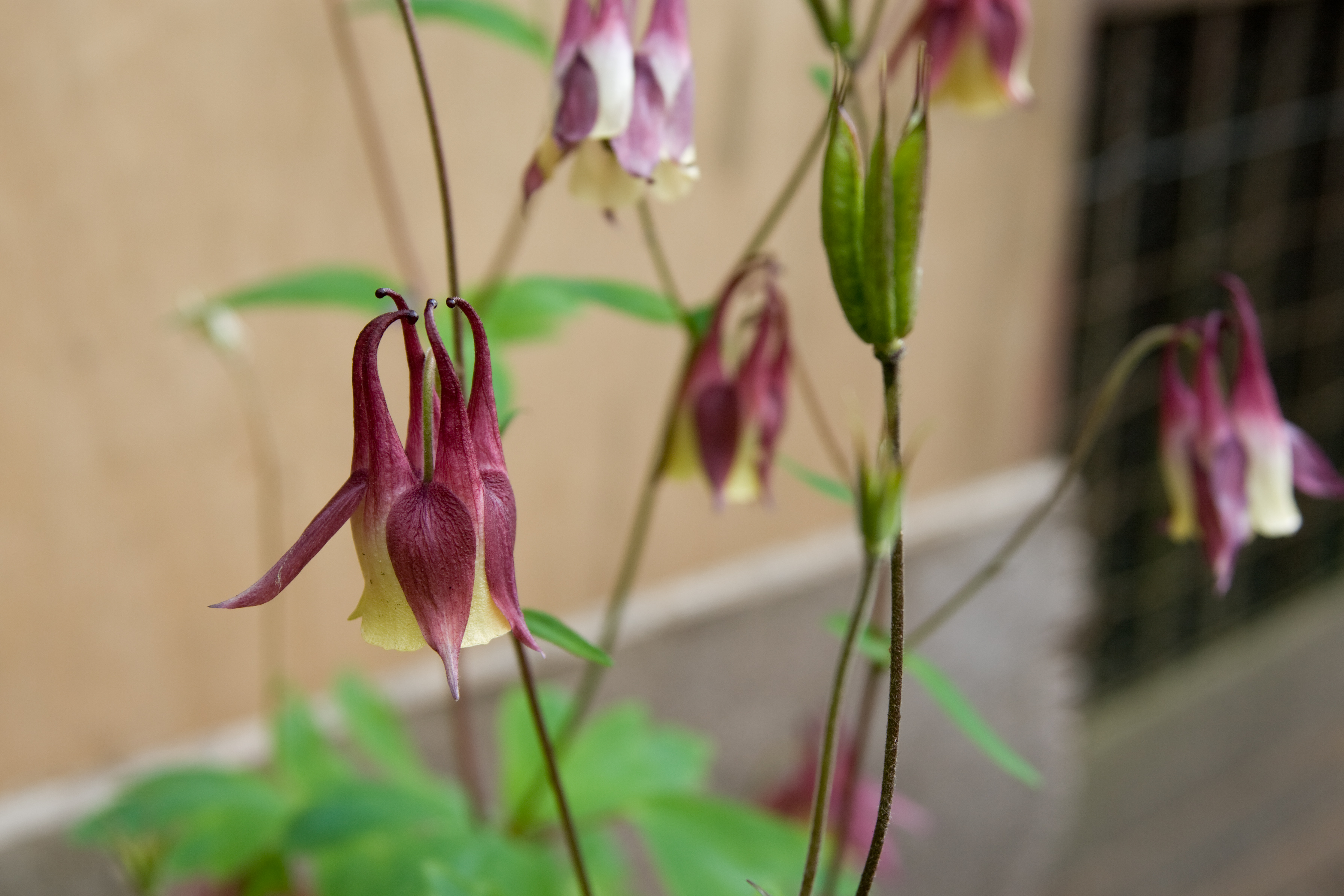
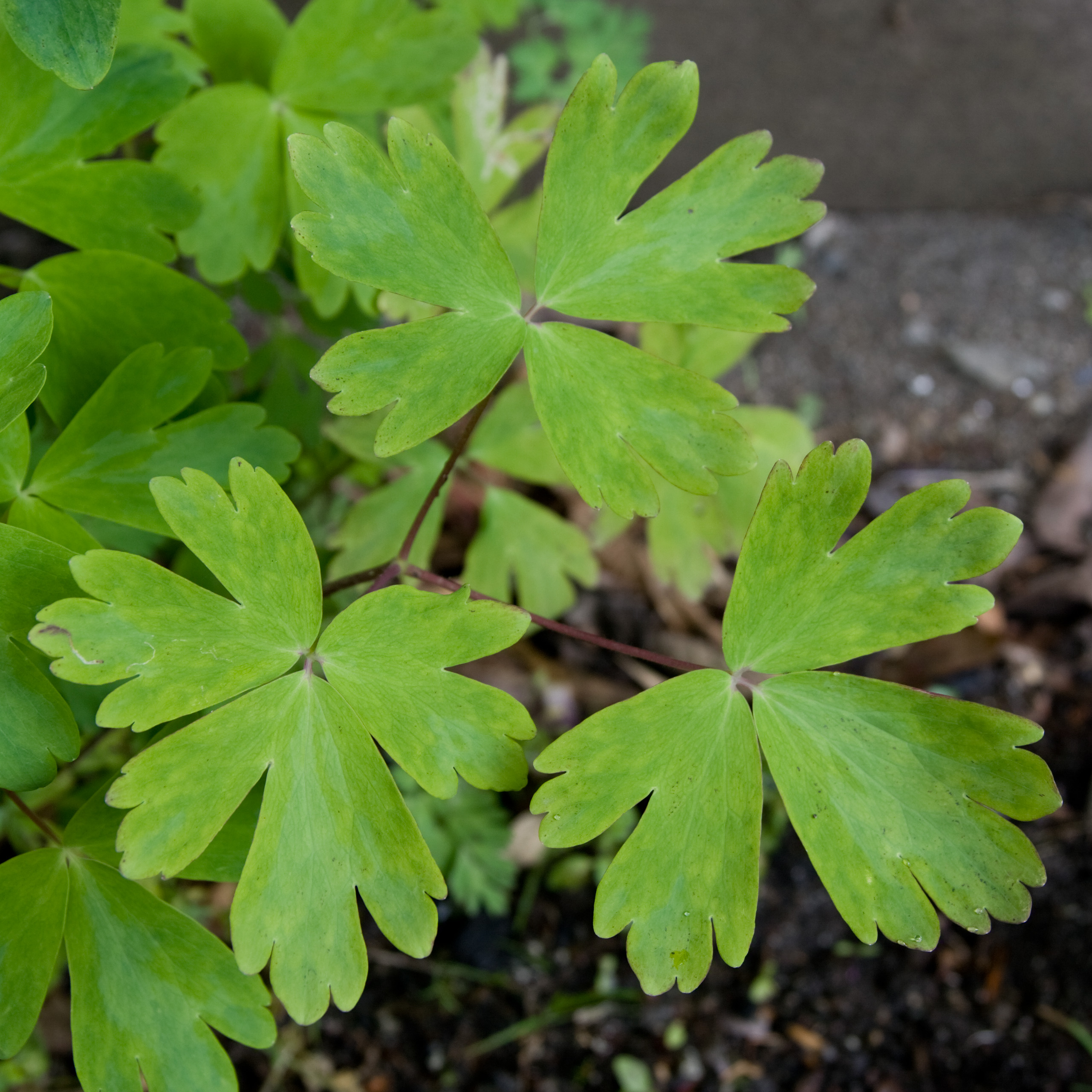
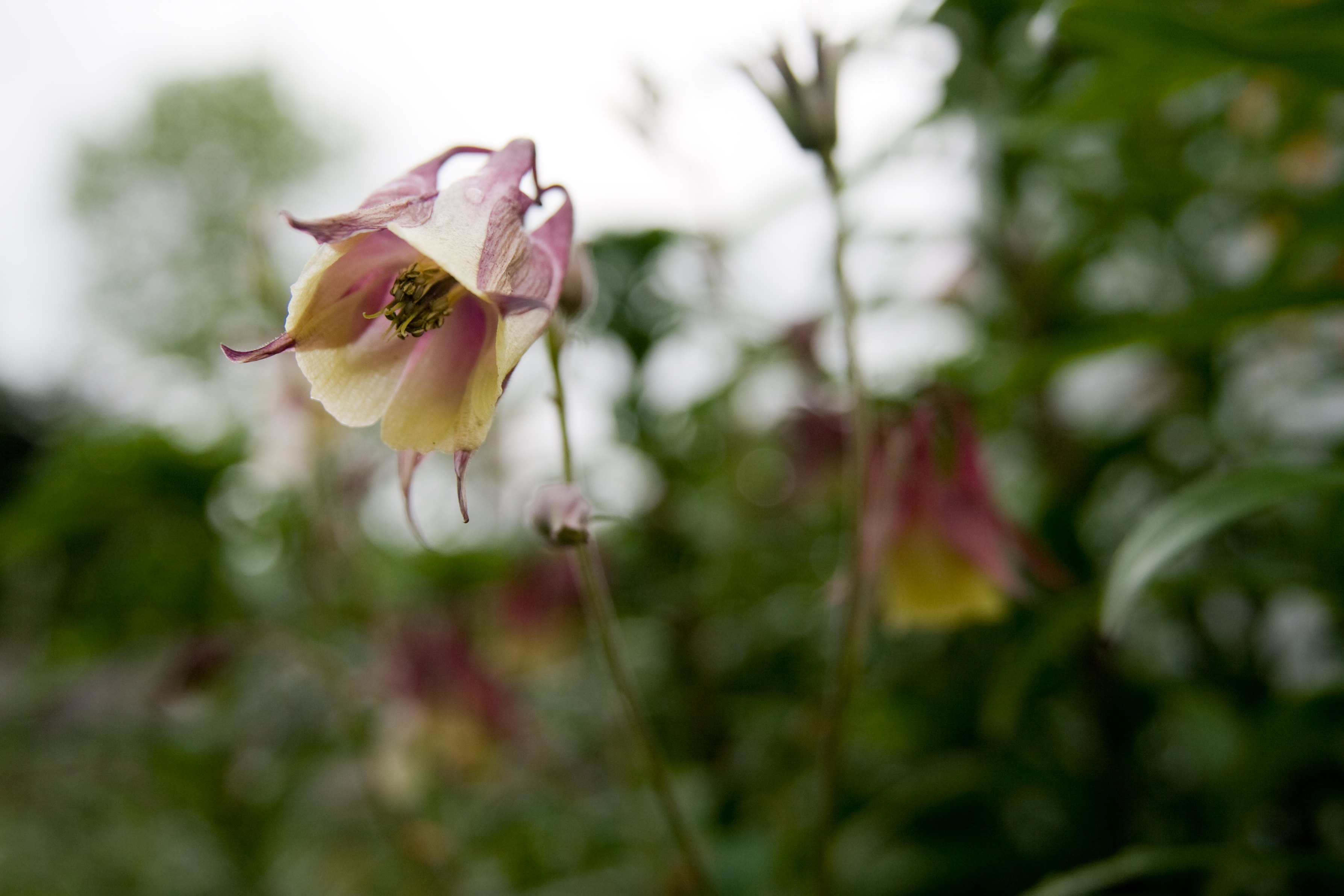
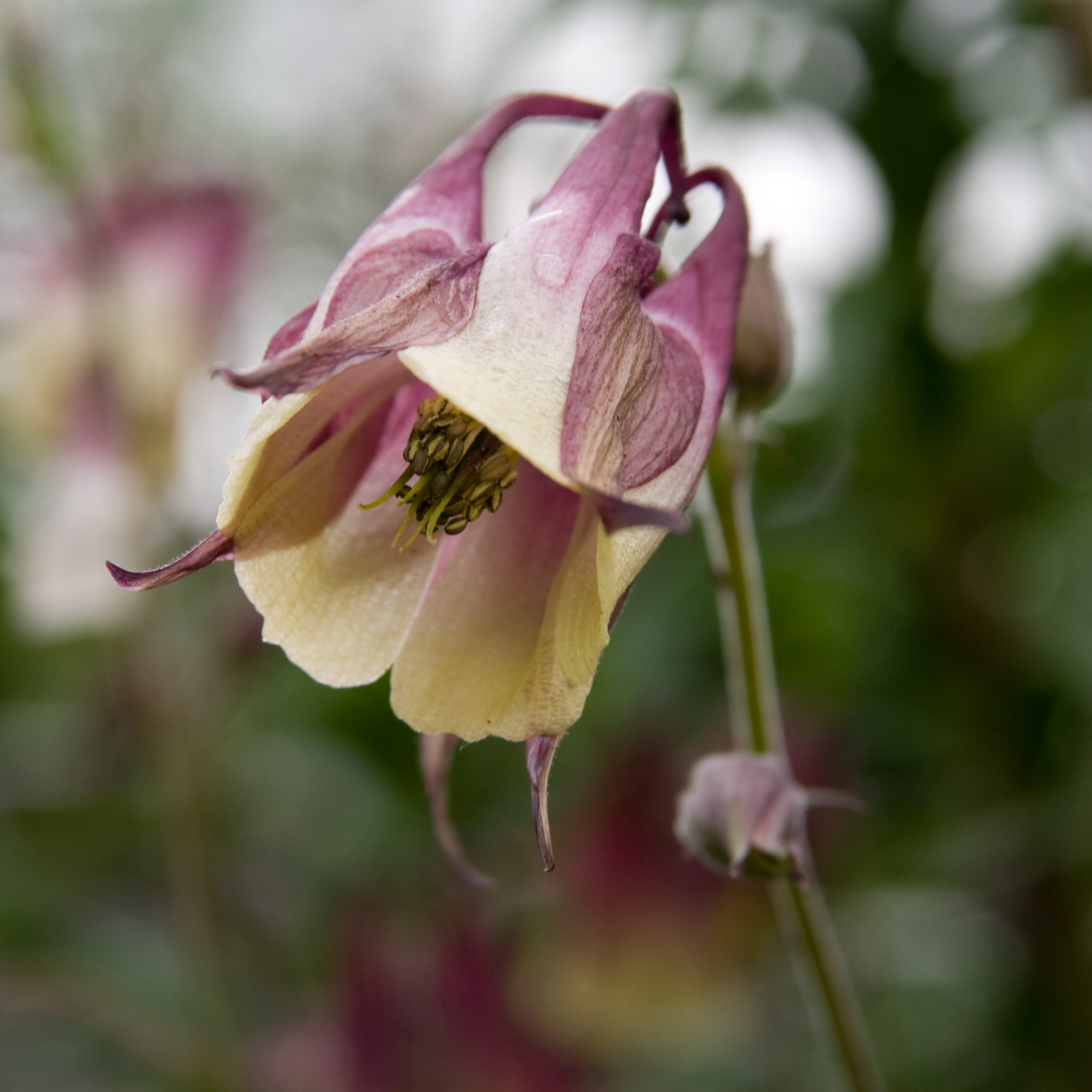